# Bellachheb Chahbani
Bellachheb Chahbani, de son nom complet Bellachheb Ben Saïd Chahbani, né à Fatou sur l'île de Djerba, est un chercheur tunisien de l'Institut des régions arides de Médenine (IRA).

## Biographie
Il obtient au bout de six ans d'études à la Sorbonne un doctorat de troisième cycle en géomorphologie appliquée. En 1992, il décroche un doctorat ès sciences agronomiques de l'université de Gand (Belgique).
Il devient enseignant chercheur en géomorphologie et conservation des eaux et des sols à l'IRA en 1983 et à l'université de Sfax. Il forme également des techniciens agronomes tunisiens et étrangers.
Il participe à des travaux et programmes de recherche en Tunisie et au profit d'organismes internationaux tels que la FAO et le PNUD et participe à la rédaction de revues scientifiques, dirigeant même la revue des régions arides publiée par l'IRA. Ces travaux de recherches appliquées y sont axées sur la gestion durable des ressources en eau dans les régions arides et semi-arides. Il est l'auteur de plusieurs innovations dans le domaine de la conservation des eaux et des sols et dans le domaine de l'irrigation, telles que le flotteur drainant pour le pompage et la distribution gravitaires des eaux de rétention des ouvrages de petite et moyenne hydraulique et le diffuseur enterré pour l'irrigation souterraine des cultures maraîchères et de l'arboriculture fruitière et forestière.
Chahbani est hébergé à Djerba Création, une pépinière où il bénéficie d'un accompagnement pour la réalisation de son projet de diffuseur enterré, protégé par un brevet national en 2002 et un brevet international en 2004. Il parvient à construire une usine à Sidi Makhlouf (gouvernorat de Médenine) et bénéficie du soutien de la coopération allemande (GTZ). Il lance en parallèle son entreprise, Chahtech.

## Récompenses
En novembre 2009, il remporte le Prix international Unesco « Grand fleuve artificiel » pour les ressources en eau dans les zones arides et semi-arides, pour ses recherches ayant permis de développer de nouvelles approches en matière de gestion de l'eau. En mai 2011, il obtient le top 50 et le top 20 du programme InfoDev de la Banque mondiale.
Il est aussi le lauréat d'autres distinctions et prix nationaux et internationaux :
- deuxième prix de l'innovation technologique, remis au Salon international de l'agriculture et de l'innovation technologique de Tunis en 1998 et 2000 ;
- premier prix du Prix méditerranéen de l'eau en 2001 ;
- premier prix de l'Association tunisienne des inventeurs pour les chercheurs inventeurs en 2001 ;
- prix de l'innovation scientifique dans le domaine de l'eau, remis par l'Organisation arabe pour l'éducation, la culture et les sciences en 2002 ;
- deux médailles d'argent, remises au Salon international des inventions de Genève en 2002 ;
- prix dans le domaine de la gestion optimale des ressources en eau pour la lutte contre la désertification, remis par l'Union du Maghreb arabe en 2007 ;
- prix de la créativité, remis par le président de la République tunisienne en 2009 ;
- commandeur de l'Ordre national du mérite au titre du secteur de l'éducation et de la science.

## Publications
- Contribution à l'étude de l'érosion hydrique des lœss des Matmatas et de la destruction des jessour. Bassin versant de l'ouest Demmer, Beni Khedache, Sud Tunisien, éd. Université Paris-1 Panthéon-Sorbonne, Paris, 1984.
- (es) La Sebkha el Mehabeul. Túnez. Paisaje, Patrimonio Rural y Desarrollo Turístico avec Catherine Andrés Langa, Jorge Hermosilla Pla, Emilio Iranzo García et Mohamed Moussa, éd. Publications de l'université de Valence, Valence, 2007  (ISBN 8437064201).